# XV. Lajos francia király
XV. Lajos francia király (Versailles, 1710. február 15. – Versailles, 1774. május 10.); hivatalosan terjesztett melléknevén a „Hőnszeretett Lajos” (Louis le Bien-Aimé), 1715–1774 között Franciaország és (IV. Lajos néven) Navarra királya, XIV. Lajos francia király dédunokája és utódja, a Bourbon-dinasztia negyedik tagja Franciaország és Navarra trónján.

## Élete

### Ifjúkora
XV. Lajos 1710. február 15-én született a  versailles-i kastélyban a Bourbon uralkodó, XIV. Lajos dédunokájaként. Nagyapja, Lajos francia királyi herceg (Louis de France, 1661–1711), XIV. Lajos elsőszülött fia volt a (fő) trónörökös (Grand Dauphin).
Édesapja, Lajos királyi herceg (1682–1712), Burgundia hercege (Louis de France, duc de Bourgogne), szintén elsőszülött, a következő trónörökös (Petit Dauphin) volt, akinek ő a harmadik fia volt. Édesanyja a Savoyai-házból származó Mária Adelheid savoyai hercegnő (1685–1712) volt, II. Viktor Amadé savoyai herceg leánya. Lajos herceg születése után az Anjou hercege (duc d’Anjou) címet kapta, amelyet nagybátyja, V. Fülöp spanyol király is viselt születésétől. Ez politikai jelzése volt annak, hogy a Bourbonok soha nem mondanak le az osztrák Habsburgok által is követelt spanyol trónról.
Az udvari szokásoknak megfelelően hétéves koráig a királyi gyermekek nevelőnője, Ventadour hercegnő irányította nevelését.
Egyéves korában, 1711-ben elveszítette nagyapját, a fő trónörököst, majd a következő évben, 1712 februárjában mindkét szülőjét is, az akkor még életveszélyes kanyaró következtében. Március elején maga Anjou hercege és ötéves bátyja, Bretagne hercege, akit szintén Lajosnak kereszteltek (1707–1712), is megkapták a betegséget. Az idősebb fiút már nem tudták megmenteni, március 8-án meghalt, de a legkisebb fiú, a későbbi XV. Lajos, nevelőnője gondos ápolásának köszönhetően megmenekült, és kétéves korában, e családi tragédiasorozat nyomán, ő maga lett a trónörökös.
1714-től Perot atya mint tanító foglalkozott a fiatal trónörökössel. Történelemre, földrajzra és hittanra tanította, emellett a dauphinnak külön tánctanára is volt. 1715-ben vett részt az első hivatalos fogadáson.

## Uralkodása

### Az orléans-i herceg régenssége alatt
1715. szeptember 1-jén, XIV. Lajos halálát követően az ötéves, mindenki által okos és tehetséges gyermeknek tartott Anjou hercege lett az új király. Az elhunyt király unokaöccsét, (II.) Fülöp orléans-i herceget (1674–1723) másnap kinevezték régenssé.
Fülöp a régensséget a párizsi parlament támogatásával kapta meg, ezért cserébe az visszakapta régi politikai szerepét: a kormány rendeletei ellen törvényességi kifogást emelhetett. Ugyanakkor a régens igyekezett bevonni a főnemességet a kormányzásba: a miniszterek helyett hét tanácsot hozott létre. A polisynodia rendszere azonban később működésképtelennek bizonyult és megszűnt.
1718-ban a régens titkosrendőrsége leleplezte a spanyol nagykövet által szervezett ún. Cellamare-összeesküvést, amelynek résztvevői (köztük XIV. Lajos balkézről való, törvényesített fiai, az Orléans-i ház esküdt ellenségei) a régens megbuktatását tervezték, helyére XV. Lajos gyámjává a nagybátyját, V. Fülöp spanyol királyt (az 1715-ben elhunyt XIV. Lajos unokáját) tették volna. A spanyol nagykövetet kiutasították, a francia résztvevőket Fülöp a Bastille-ba záratta vagy száműzette.
A gazdaság fellendítéséhez John Law skót bankár segítségét vette igénybe, aki bankjegyek kibocsátásával, gyarmati kereskedelmet folytató társaság alapításával fellendítette a kereskedelmet. Királyi bankká lett bankjával kezelésébe vette az állami pénzügyeket, maga pedig 1720-ban pénzügyi főfelügyelő lett. A vállalkozás oly jól sikerült, hogy a spekuláció maga alá temette az egész rendszert. A bukás azonban kedvező eredményeket is hozott: fellendült a kereskedelem, csökkent az államadósság, sőt a parasztság adósságállománya is.
XV. Lajosnak fiatal kora ellenére részt kellett venni minden hivatalos fogadáson, és alá kellett vetnie magát az udvari szokásoknak. 1717-től kivették nevelőnője, „Maman Ventadour” gondozásából és új nevelőket rendeltek mellé Villeroy hercege és André-Hercule de Fleury, Fréjus püspöke személyében. Ők már matematikára, asztrológiára, térképészetre, rajzra, latin nyelvre oktatták, és vadászati ismereteket is tanult.
Az udvar már 1720-tól, a négyes szövetség háborúját lezáró hágai béketárgyalásoktól kezdve a fiatal király megházasításával foglalkozott. Végül Orléans-i Fülöp, a régens V. Fülöp spanyol király hároméves leányának kezét kérte meg az akkor tizenegy éves XV. Lajos számára. A gyermekkorú infánsnőt, Mária Anna Viktóriát (1718–1781) már 1722-ben, 4 éves korában már be is költöztették Versailles-ba. (A régens egyik leányát, Orléans-i Lujza Erzsébet hercegnőt ugyanekkor feleségül adták V. Fülöp legidősebb fiához, Lajos asztúriai herceghez, aki 1724-ben néhány hónapon át, korai haláláig I. Lajos néven uralkodott is Spanyolországban.)

### Lajos, Bourbon hercegének főminisztersége (1724–1726)
XV. Lajost 1722. október 25-én koronázták királlyá a reimsi katedrálisban, 13 évesen. Nagykorúságát a párizsi Parlement (azaz bíróság) 1723. február 15-én jelentette be, ugyanezen a napon lemondott régensi megbízatásáról Lajos szeretett nagybátyja, Fülöp, Orléans hercege. A király felkérésére Fülöp herceg főminiszterként az ország második legfontosabb embere maradt haláláig, 1723 decemberéig. A király ekkor Lajost, Bourbon hercegét nevezte ki új főminiszterévé.
Az ifjú királyt, de különösen főminiszterét 1725-ben már a trón öröklésének kérdése foglalkoztatta. A koronaherceg főminiszter attól tartott, hogy a fiatal, gyenge egészségű király esetleges korai halála esetén maga is elveszítené hatalmát, ezért biztosítani akarta az utódlást. A túl fiatal, hatéves spanyol menyasszonynak, Mária Anna Viktória infánsnőnek el kellett hagynia Versailles-t, ez az inzultus egy ideig megterhelte a két Bourbon királyi udvar diplomáciai viszonyát. Mária Anna infánsnő később, 1729-ben I. József portugál király (1714–1777) felesége lett.
A francia udvar új menyasszonyt kezdett keresni a király részére. A választás (jobb híján) Maria Leszczyńskára, a trónját vesztett lengyel király, I. Szaniszló (Stanisław Leszczyński) leányára esett. A lengyel kapcsolatnak annyi előnye is volt, hogy nem kellett választani az egymásra is féltékeny nagyobb európai uralkodóházak közül. Ezenkívül nem volt korábban vérségi kapcsolat a két dinasztia között; ezért ettől a házasságtól a francia királyi család vérfrissítését is várták. Az esküvőre Fontainebleau-ban, 1725. szeptember 5-én került sor. A 15 éves ifjú férj és 22 éves felesége boldognak látszott, és a házasságot az esküvőt követő éjjelen el is hálták. 1727–37 között 11 gyermekük született, közülük egy holtan.
Sok gyermekük ellenére XV. Lajos hírhedten hűtlen férj volt. Néhány hivatalos szeretője (maîtresse en titre), mint Madame de Pompadour és Madame du Barry szinte nevesebb történelmi személyiség lett, mint maga az uralkodó. A király kapcsolatát a három Mailly-Nesle nővérrel hivatalos dokumentumok is alátámasztják. Idős korában XV. Lajos egyre fiatalabb lányok iránt érdeklődött, és udvaroncai egy külön intézményben, az ún. Parc aux Cerfs-ben („Szarvaspark”) nevelték számára a kiválasztottakat. Egyiküket, Marie-Louise O’Murphy-t François Boucher festményei tették halhatatlanná. A király kicsapongásairól végletesen túlzó pletykák terjedtek országszerte, amelyek szerint szűzlányok vérében fürdött és kilencven törvénytelen gyermeke volt. Magatartása mindenesetre hozzájárult az ancien régime népszerűtlenségéhez és közelgő bukásához.
Bourbon herceg főminiszterségét a protestánsok üldözése (1726), pénzügyi manipulációk, új adók bevezetése (ötvened, 1725), magas gabonaárak, valamint a Spanyol Királyság és a Német-római Birodalom elleni háborús előkészületek jellemezték. Mindez a főminisztert rendkívül népszerűtlenné tette. Ugyanakkor a livre értékét stabilizálta 1726-ban.

### Fleury bíboros főminisztersége (1726–1743)
A király 1726-ban, 16 éves korában – házassága után megerősödött egészséggel és önbizalommal – menesztette Bourbon hercegét és helyette régi tanárát, André-Hercule de Fleury (immár) bíborost nevezte ki főminiszterré, aki haláláig, 1743-ig irányította az országot a király mellett.
Nehéz megállapítani, hogy az uralkodó mennyiben befolyásolta Fleury bíboros döntéseit, de azt tudjuk, hogy XV. Lajos mindig támogatta volt tanítóját az udvari intrikákkal és a miniszterek összeesküvéseivel szemben. 1738-ra a bíboros, miniszterei segítségével, egyensúlyba hozta a XIV. Lajos uralkodásának utolsó éveiben felborult költségvetést. Az úthálózat ebben az időszakban jelentős fejlesztéseken ment keresztül, a kereskedelem felélénkült. Ami a külpolitikát illeti, Fleury a békét kereste. Szövetséget kötött Nagy-Britanniával és kibékült Spanyolországgal.
1729-ben, három terhesség után, a királyné fiúnak adott életet. Franciaországnak immár volt trónörököse, s Lajos Ferdinánd születése csak tovább növelte az ekkor még boldog királyi pár népszerűségét az országban.
A belpolitikai életet csupán a janzenista vita befolyásolta.
Fleury bíboros békés politikájának ellenére 1733-ban XV. Lajos belépett a lengyel örökösödési háborúba. A francia beavatkozás eredményeként a király apósa, I. Szaniszló lengyel király 1733-tól 1736-ig visszakapta a trónját.
Fokozatosan bekapcsolódott Franciaország az osztrák örökösödési háború küzdelmeibe is.

### Madame Pompadour kora (1743–1757)
Fleury és Choiseul kormányzása közti időszakot Pompadour korának is szokás nevezni, holott a márkinő csupán 1745–50 között volt a király hivatalos szeretője. 1764-ben bekövetkezett haláláig azonban XV. Lajos bizalmas barátnője maradt.
A király népszerűségének csökkenéséhez a vele és más szeretőivel folytatott viszony mellett az aacheni béke engedményei (Franciaország lemondott a háború során megszerzett Osztrák Németalföld területéről) is hozzájárultak. Nem növelték népszerűségét egyéb intézkedései sem (huszad, 1749). A felvilágosodás eszméinek terjedése, a parlamentek királyi tekintélyt aláásó politikai agitációi és manipulációi, különböző rémhírek terjedése is rontott a helyzeten. Mindezek is szerepet játszhattak abban, hogy akirály ellen 1757-ben egy labilis idegzetű férfi (Damiens) merényletet hajtott végre, melyben azonban csak megsebesítenie sikerült a királyt.
1756-ban megtörtént a diplomáciai forradalom: Franciaország régi ellenségével, Ausztriával fogott össze, hogy elkerülje a diplomáciai elszigetelődést. 

### Choiseul kora (1758–1770)
Az elnevezés arra utal, hogy ekkor Étienne François de Stainville, Choiseul hercege lett a kormány vezető személyisége, államminiszter, külügy- és hadügyminiszter.
1764-ben politikai megfontolásból – a parlamentek nyomására – XV. Lajos Franciaország területén eltörölte a jezsuita rendet. A hétéves háborúban elszenvedett vereséget azonban – többek között – a parlamentek ellenállásának is köszönhette. A párizsi békében (1763) ugyan gyakorlatilag minden észak-amerikai gyarmatát elveszítette, de 1766-ban bekebelezte Lotaringiát és 1768-ban megszerezte Korzikát.
Folytatódott a hadsereg és a hadiflotta fejlesztése, melynek eredményeként kisebb, hatékonyabb ágyúkkal szerelték fel a tüzérséget és a korszak végén 66 sorhajó, 35 fregatt és 21 korvett állt a flotta rendelkezésére.
1770-ben azonban egy külpolitikai nézeteltérés folytán Choiseult felmentette minden tisztségéből, továbbá átfogó parlamenti reformot kezdeményezett.

### A triumvirátus kora (1770–1771)
XV. Lajos uralkodásának utolsó éveiben három miniszter játszott jelentősebb szerepet: Auguillon külügyminiszter, Maupeou kancellár és Terray abbé, pénzügyi főfelügyelő.
Maupeou megreformálta az igazságszolgáltatást: ingyenessé tette, a bírósági hivatalok vásárlását megszüntette, legfőképpen pedig felszámolta a párizsi parlament politikai hatalmát.
Terray abbé a százmilliós deficitet 70 millióval csökkentette, az államadósságot 20 millióval mérsékelte. Hozzálátott az általános birtokösszeírás elkészítéséhez és létrehozta a statisztikai hivatalt.
A parlamentek beavatkozása nélküli uralma egyre népszerűtlenebbé vált, részben du Barry grófné vélt befolyása, részben a kiváltságok féltése miatt is. Mindezek mellett azonban megerősödött az a felfogás is, hogy ilyen átfogó reformokat szélesebb társadalmi egyetértés (bizonyos képviseleti testületek hozzájárulása) nélkül bevezetni nem lehet.

### Elhunyta, utódlása (1774)
XV. Lajos, Franciaország királya 1774. május 10-én hunyt el. Halálának oka feketehimlő volt, egy súlyos és gyakran halálos betegség abban az időben. A király állapota gyorsan romlott, és halála előtt nyilvánvalóvá vált, hogy himlős lett. Annak ellenére, hogy a betegség erősen fertőző volt, XV. Lajos személyes orvosi személyzete és családja körében maradtak. XV. Lajos uralma alatt a himlő elleni oltás még nem volt széles körben elérhető, bár Edward Jenner híres felfedezése 1796-ban nagyban hozzájárult a betegség legyőzéséhez a következő évszázadokban.

## Gyermekei
XV. Lajosnak és feleségének, a Leszczyński-házból származó Leszczyńska Mária lengyel királyi hercegnőnek (1703–1768) 10 gyermeke született:
1. Lujza Erzsébet (Izabella) (1727–1759), aki 1739-ben feleségül ment Fülöp spanyol infánshoz, Parma uralkodó hercegéhez.
2. Anna Henrietta (1727–1752), Lujza Erzsébet hercegnő ikerhúga,
3. Mária Lujza (1728–1733), gyermekként meghalt.
4. Lajos Ferdinánd (1729–1765), a trónörökös (Dauphin de Viennois), aki 1744-ben Mária Terézia Rafaella spanyol infánsnőt (1726–1746), majd 1747-ben Mária Jozefa Karolina szász hercegnőt vette feleségül. Mária Jozefától született fiai lettek XVI. Lajos, XVIII. Lajos és X. Károly királyok.
5. Fülöp Lajos (1730–1733), Anjou hercege, kisgyermekként meghalt.
6. Mária Adelheid (1732–1800)
7. Viktória Lujza Mária Terézia (1733–1799)
8. Zsófia Filippina Erzsébet Jusztina (1734–1782)
9. Terézia Felicitász (1736–1744), gyermekként meghalt.
10. Lujza Mária (1737–1787), aki karmelita apáca lett (Mère Thérèse de Saint-Augustin).

## Galéria

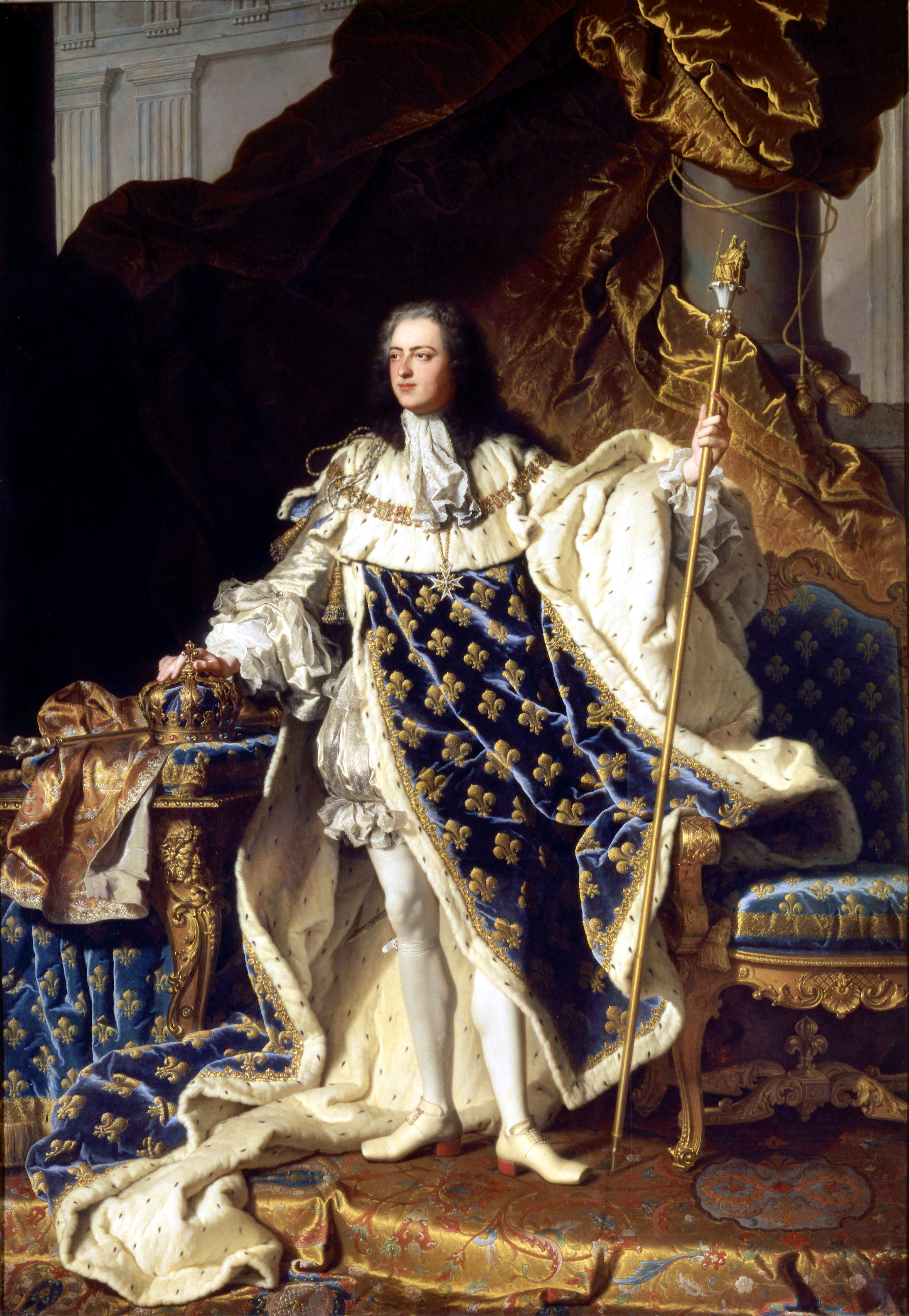
XV. Lajos uralkodói díszben
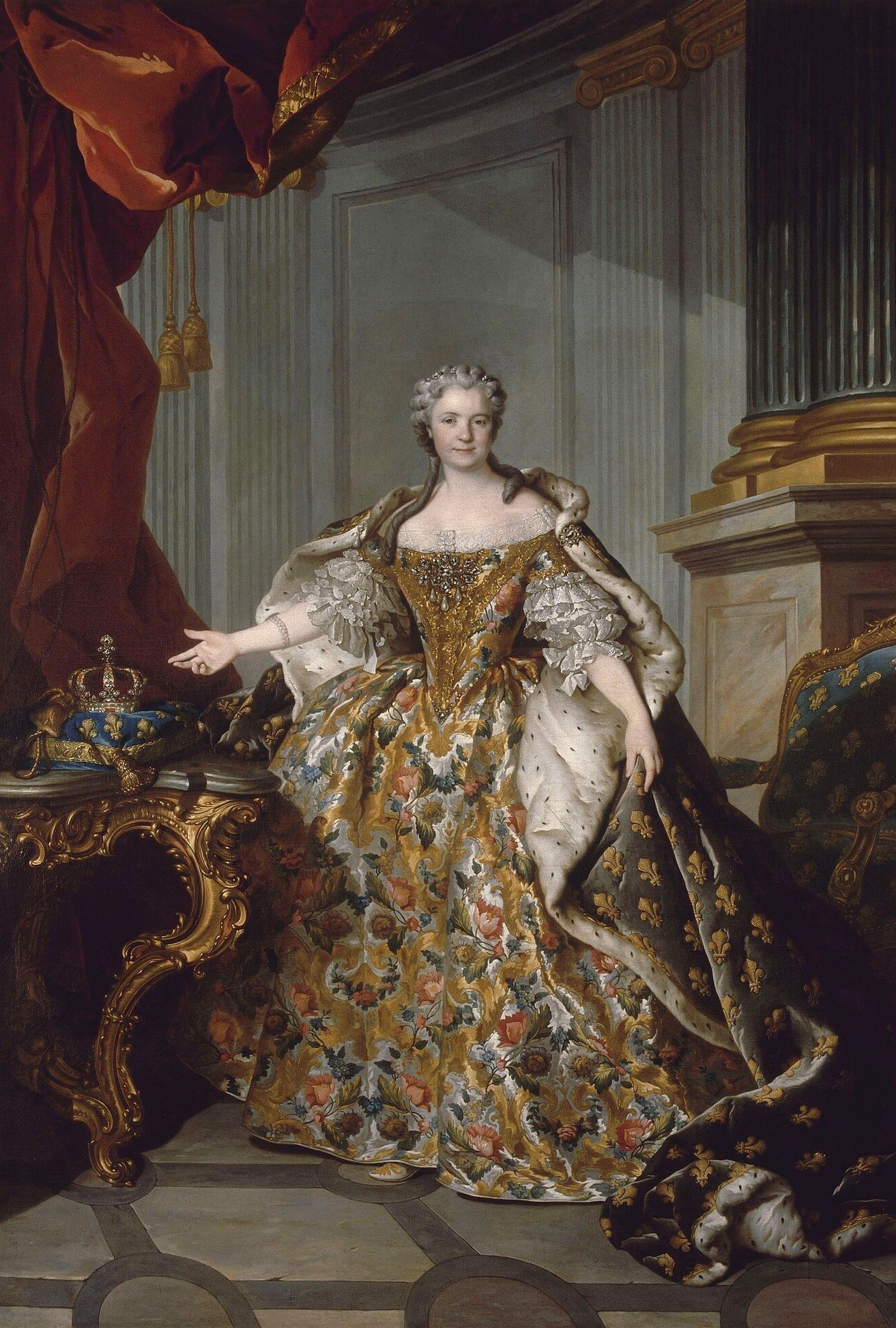
Leszczyńska Mária királyné
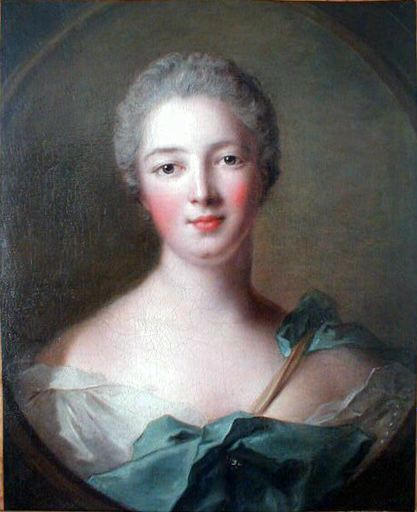
Madame de Pompadour francia polgárleány, XV. Lajos francia király hivatalos, elsőszámú szeretője
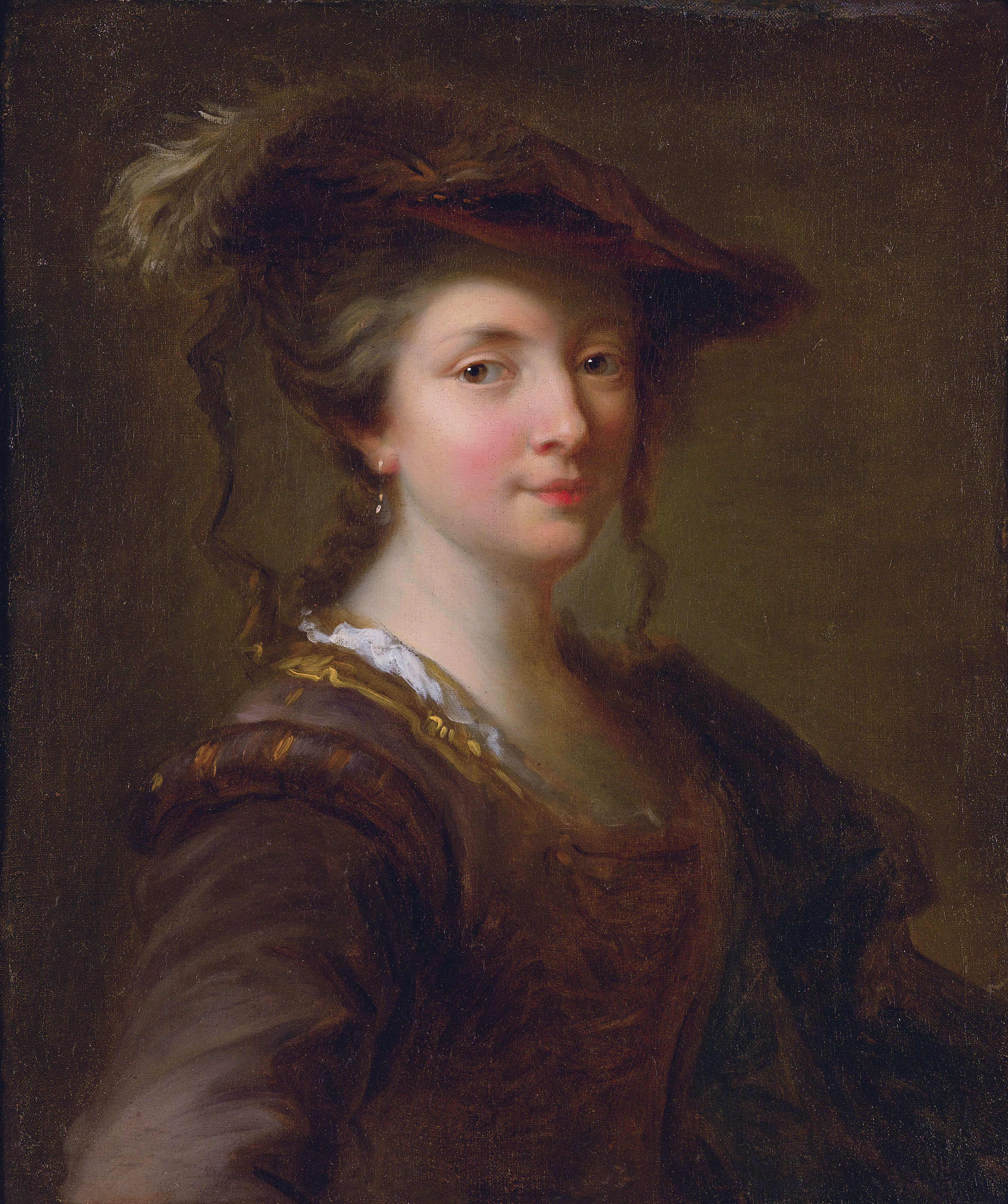
Louise Julie de Mailly-Nesle, Châteauroux hercegnő, udvarhölgy, XV. Lajos francia király egyik hivatalos szeretője
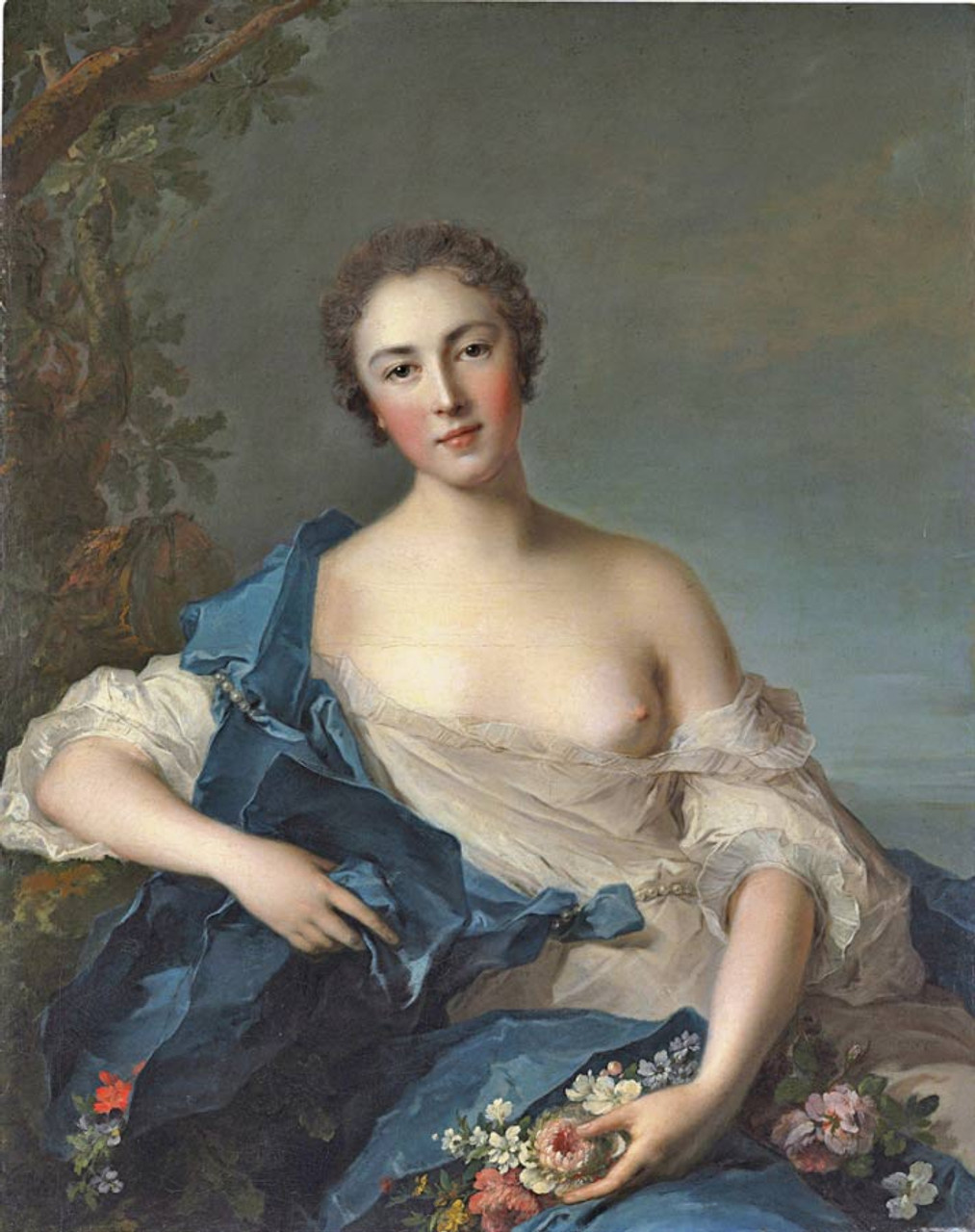
Pauline Félicité de Mailly-Nesle francia nemes kisasszony, udvarhölgy, XV. Lajos francia király egyik hivatalos szeretője
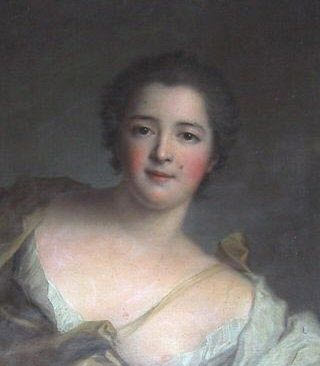
Diane Adélaïde de Mailly-Nesle, Lauraguais hercegné udvarhölgy, XV. Lajos francia király egyik hivatalos szeretője
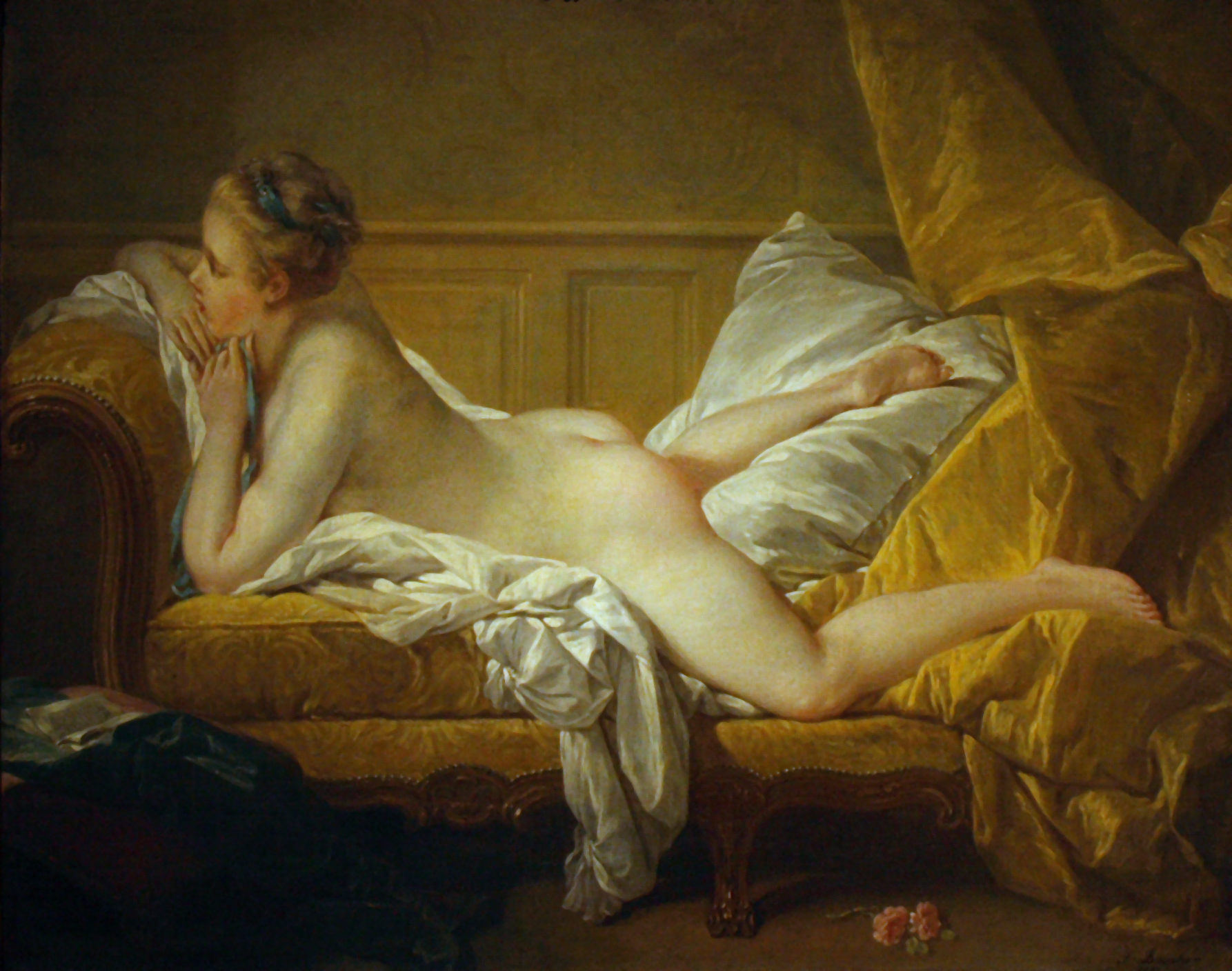
Marie-Louise O’Murphy, XV. Lajos francia király szeretője
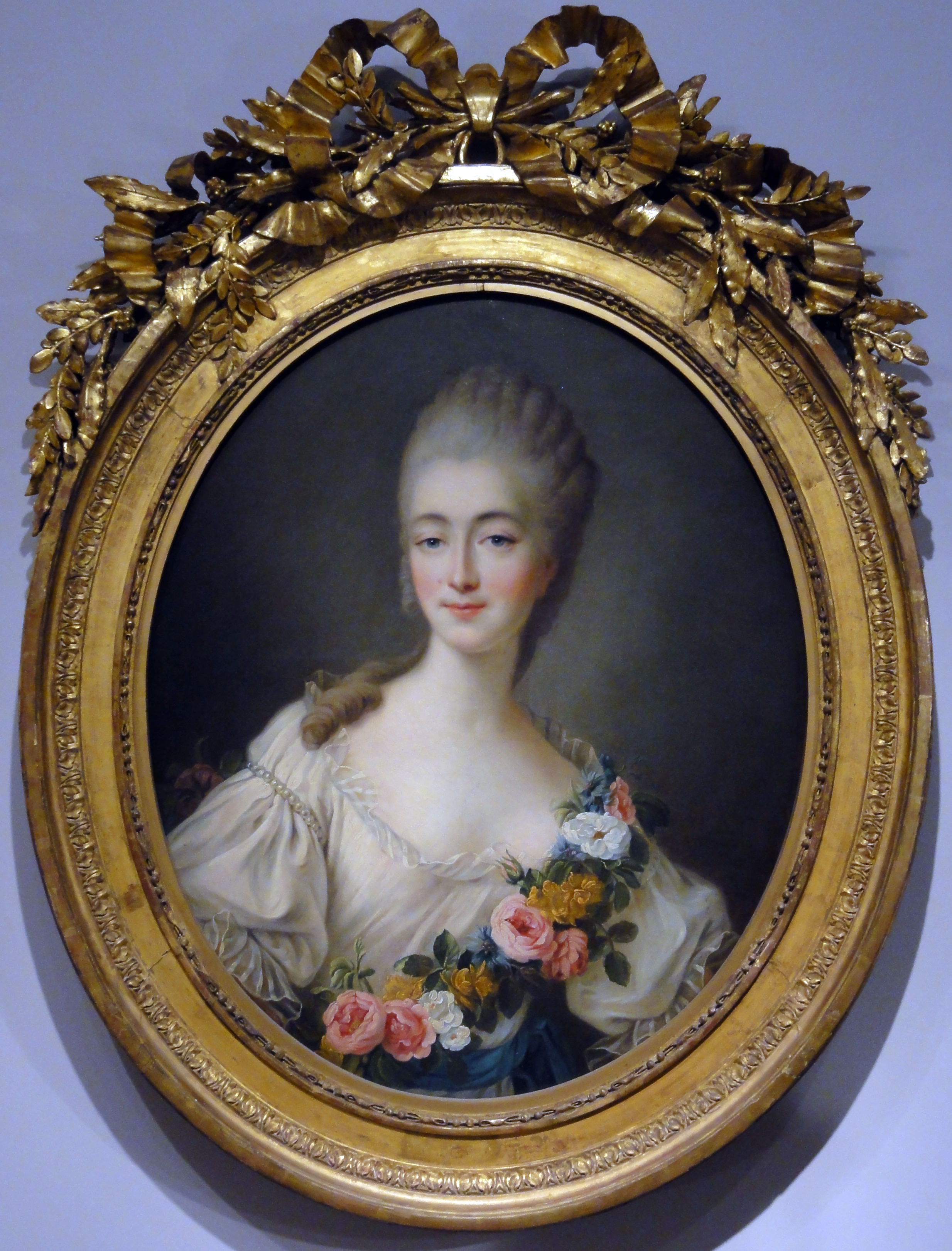
Jeanne du Barry közrendű francia leány, XV. Lajos francia király szeretője
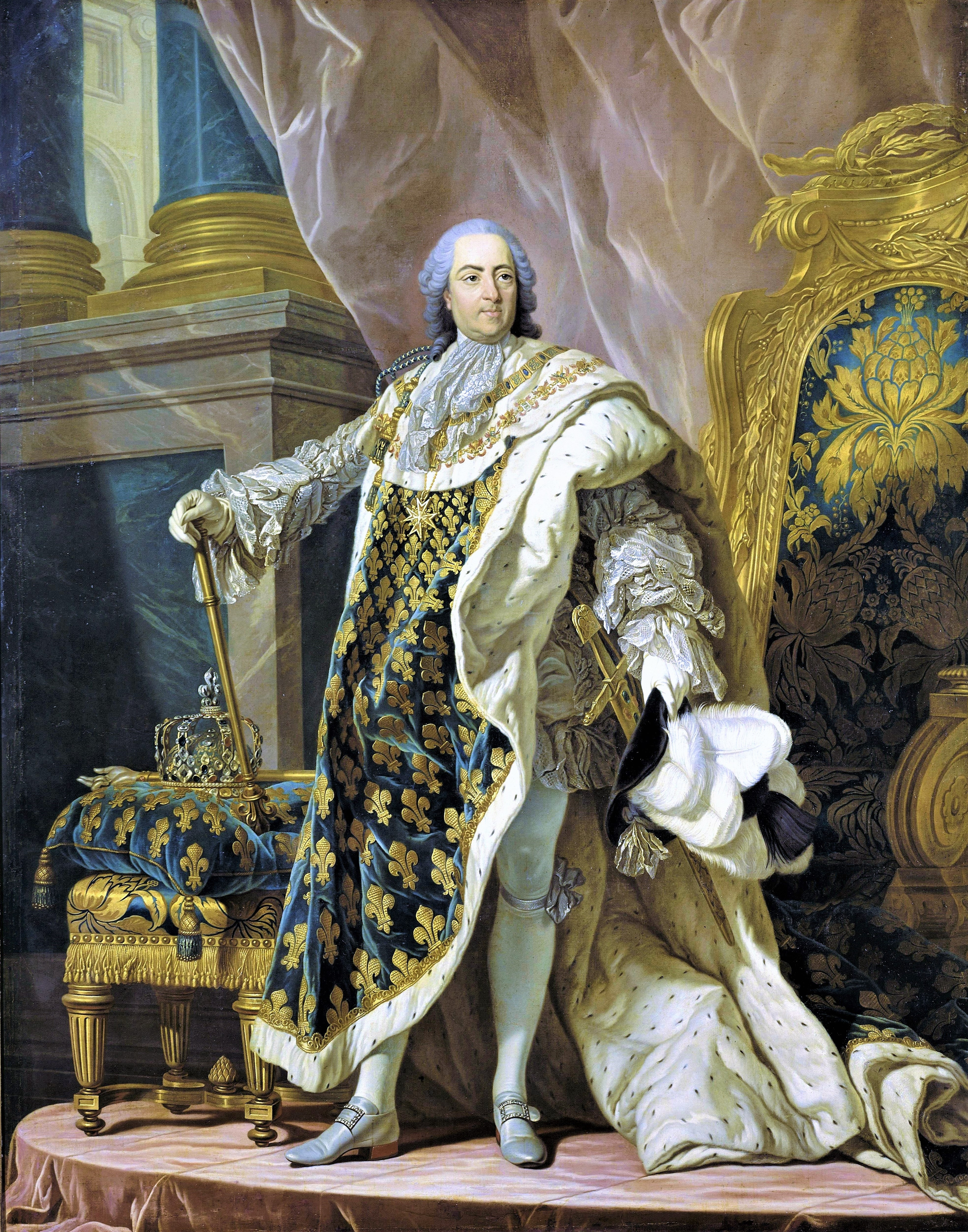
XV. Lajos francia királyi díszöltözetében